# Alesa prema
Alesa prema is een vlindersoort uit de familie van de prachtvlinders (Riodinidae), onderfamilie Riodininae.
Alesa prema werd in 1824 beschreven door Godart.